# سبيكة وود

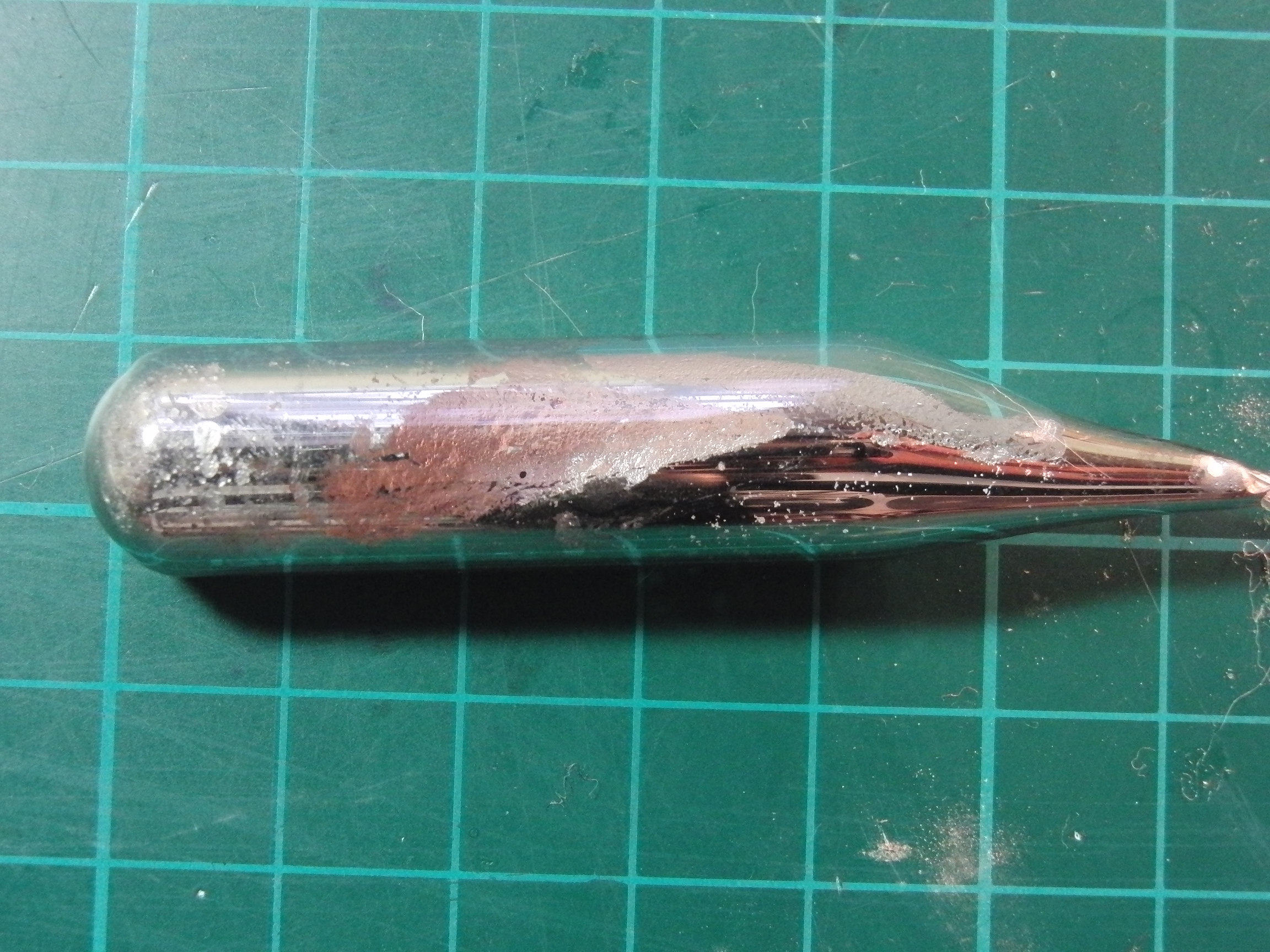

تعد سبيكة وود من المعادن ذات الاستخدام الكبير في الكهرباء، حيت يتم صناعة الفيوز منه والذي يمتاز بدرجة انصهار منخفضة.

## صناعته
هو سبيكة تتكون من عناصر القصدير البزموث الرصاص الكادميوم

## استخداماته
صناعة الفيوز والقواطع الكهربائية وفي وحدات إنذار الحريق والمرشات الاوتوماتيكية

## وصلات خارجية
- ألعاب علمية: معادن تنصهر بالماء الحار